# Leptospermum erubescens
Leptospermum erubescens là một loài thực vật có hoa trong Họ Đào kim nương. Loài này được Schauer mô tả khoa học đầu tiên năm 1844.